# The Collector (Fernsehserie)
The Collector ist eine kanadische übernatürliche Dramaserie über einen Mann, der versucht, Menschen zu retten, die ihre Seelen dem Teufel verkauft haben. Die Serie spielt in Vancouver, British Columbia, Kanada, wo sie auch gedreht wurde. CHUM hat das Programm nach drei Staffeln abgesetzt.

## Prämisse
Nach über 600 Jahren des "Sammelns" von Seelen von Menschen am Ende ihrer 10-jährigen Abmachungen verhandelt Morgan Pym mit dem Teufel über die Fähigkeit, den Verdammten zu helfen, sich zu erlösen, anstatt sie in die Hölle zu schicken. Unter dem spöttischen Blick des Teufels unterstützt Morgan seine "Kunden" dabei, den Schaden rückgängig zu machen, den ihre Abmachungen angerichtet haben, weil der Teufel das Glück des Klienten verschiebt und es von anderen wegnimmt.

## Figuren
- Morgan Pym (Chris Kramer) ist ein Sammler/Eintreiber von Seelen, welche durch ihren Pakt mit dem Teufel verdammt sind. Er war ein Mönch aus dem 14. Jahrhundert in Nürnberg, Deutschland, der sich in eine Frau namens Katrina verliebte und anschließend seine Gelübde brach. Als sie Anzeichen der Pest zeigte, verkaufte Morgan seine Seele, damit sie geheilt wurde.  Der Teufel heilte sie für 10 Jahre, die Länge all seiner Verträge. Als ein wütender Morgan ihn konfrontiert, behauptet der Teufel, er habe den Deal nicht gebrochen, weil "Du mehr Zeit mit ihr wolltest und ich dir das gegeben habe. Du hast nie gesagt, dass sie dich überleben muss." Im Gegenzug dafür, dass er der Hölle verschont bleibt, wird Morgan der erste Sammler. In jüngerer Zeit stimmte der Teufel zu, ihm zu erlauben, für seine Kunden Erlösung zu suchen. Morgan hat 48 Stunden Zeit, um jedem Kunden zur Erlösung zu verhelfen, sonst werden sie in die Hölle geschickt; die ihm zur Rettung verbleibende Zeit wird auf seinem Handy angezeigt.
- Jeri Slate (Ellen Dubin) ist eine Reporterin, die  bei ihren Recherchen regelmäßig auf Morgan Pym trifft und beruflich besessen von ihm ist, da er immer wieder bei bestimmten kontroversen Vorfällen und/oder hochkarätigen Todesfällen "in der Nähe" zu sein scheint. Doch als sie tiefer gräbt und der Wahrheit näher kommt, beginnt sie, eine frühere, unbekannte Einflussnahme von Pym in ihrem eigenen Leben zu spüren – was die Besessenheit zunehmend persönlich macht.
- Gabriel Slate (Aidan Drummond) ist der Sohn der investigativen Reporterin Jeri Slate. Gabriel, in der Serie als Gabe angesprochen, ist ein autistisches Kind, das auf mysteriöse Weise mit Morgan Pym verbunden ist und regelmäßig vom Teufel besucht wird. Einige von Gabes Handlungen beeinflussen die Geschichten, und er zeigt eine erstaunliche Wahrnehmung von Morgans Erlebnissen. Seine Verbindung zu Morgan wird im Verlauf der Serie allmählich erforscht.
- Maya Kandinski (gespielt von Carly Pope in Staffel 1; Sonya Salomaa in den Staffeln 2–3) war einst ein normales Kind, bis ihr Vater in jungen Jahren begann, sie zu missbrauchen. Schließlich lief sie von zuhause weg und geriet auf die Straßen von Vancouver, wo sie sich der Heroinsucht hingab und sich prostituieren musste, um Geld für die Droge zu beschaffen. Letztendlich infizierte sie sich mit AIDS, an dem sie im Sterben lag, als sie Morgan traf. Der erste Kunde, den Morgan zu retten versuchte, heilte ihre AIDS, indem er sich selbst infizierte; der Teufel gestattete ihm Mayas Krankheit zu übernehmen. Morgan freundete sich mit ihr an und half ihr bei ihrer Sucht. Es war seine Begegnung mit ihr, die Morgan dazu brachte, den Vorschlag dem Teufel zu unterbreiten. Sie ähnelt Morgan's verlorener Liebe sehr.
- Taylor Slate (gespielt von Christine Chatelain in den Staffeln 2–3) ist Jeris jüngere Schwester. Sie ist liebenswert und intelligent, aber zunächst scheint sie für langfristige Verantwortung ungeeignet zu sein, da sie nicht lange oder zuverlässig in einem Job bleibt. Doch diese "Freiheit" in ihrem Zeitplan ermöglicht es Jeri, sie anzurufen, um sich um Gabe zu kümmern, wenn Jeri einer Story nachgeht. Taylors Fähigkeit zur Verantwortung wird jedoch unerwartet auf die Probe gestellt, als die Last der Fürsorge und Erziehung für Gabe plötzlich und unvermeidlich auf sie übergeht.
- Der Teufel wird in jeder Episode von einem anderen Schauspieler dargestellt. Um ihn (oder sie) dem Zuschauer zu identifizieren, scheinen sich seine Augen zu bestimmten Zeiten mit Feuer zu füllen. Gabe ist neben Morgan die einzige Person, die durch seine Verkleidungen hindurchblicken kann. Er schließt Abmachungen mit Menschen, gewährt ihnen alles, was sie sich wünschen, im Austausch für ihre Seelen in zehn Jahren. Um dies zu tun, manipuliert er das Glück, indem er das Glück Anderer weg diesen, hin zum Klienten lenkt. Daher kann gesagt werden, dass nichts, was der Teufel tut, wirklich gut ist, da jede Handlung in der Regel eine größere oder gleich negative Folge oder Konsequenz hat.  In den letzten 48 Stunden eines Deals beginnt der Teufel, die Auswirkungen des Deals auf seinen Klienten rückgängig zu machen (beispielsweise verliert der Klient in "Der Staatsanwalt" Fälle und es wird offenbart, dass seine Siegesserie auf Kosten unschuldiger Menschen war). Der Sammler des Teufels wird normalerweise zum 48-Stunden-Zeichen auf den Klienten zugehen, um ihm mitzuteilen, dass er sich entscheiden kann, frühzeitig in die Hölle zu gehen. Der Teufel erklärt, dass entweder der Klient aufgibt und frühzeitig in die Hölle geht, oder der Teufel es genießt, den Klienten für seine letzten Stunden auf der Erde zu quälen, bevor er sie in die Hölle bringt. In beiden Fällen "gewinnt" er. In der ersten Episode stimmt der Teufel Morgans Abmachung zu, Seelen während dieser 48-Stunden-Frist die Chance zu geben, sich zu erlösen. Er behauptete, einer der Gründe dafür sei, dass es die Angelegenheit "sportlicher" machen würde. Während er Morgans Suche verspottet und Morgans Bemühungen behindert, hält er die Vereinbarung mit Morgan ein, lässt die Seele los, wenn sie Erlösung erlangt.

## Serienelemente

### Verschwiegenheitsgelübde
Morgan und seine Kunden sind gebunden, niemals die wahre Natur ihrer Situation jemand anderem zu offenbaren. Die Enthüllung der Wahrheit gegenüber einem Unschuldigen führt dazu, dass beide Parteien in die Hölle geschickt werden.

### Das Portal
Wenn eine verdammte Seele kurz davor ist, in die Hölle geschickt zu werden, öffnet sich neben ihr ein Portal, die Seele wird aus dem Körper gerissen und in das Portal gesaugt, wobei nur der leblose Körper zurückbleibt. Nur ein Sammler und die Kunden des Teufels können dieses Portal sehen. Für Menschen, die sich in der Nähe befinden, wird das Abnehmen einer Seele als Unfall oder ein anderes tödliches Ereignis wahrgenommen. Später wird enthüllt, dass das Portal von jeder Person gesehen werden kann, die ihre Seele verkauft hat, als Vorschau darauf, was passieren wird, wenn ihre Zeit auf der Erde abgelaufen ist.

## Folgen

### Staffel 1 (2004)
Die ersten vierzehn Folgen von "The Collector", die im Sommer 2004 auf "Space: The Imagination Station" ausgestrahlt wurden und im Herbst 2004 auf Citytv.
1. Der Rapper, 2. Juni 2004: Nach 650 Jahren als Sammler für Satan beschließt Morgan Pym, Erlösung für diejenigen zu suchen, die ihre Seelen verkauft haben. Sein erster Klient ist ein Rapper, dessen Ruhm das Ergebnis seines Paktes mit dem Teufel ist.
2. Der Staatsanwalt, 9. Juni 2004: Das erfolgreiche Leben des Staatsanwalts Carter Baine wird auf den Kopf gestellt, als alle Fälle, die er in den letzten zehn Jahren gewonnen hat, aufgehoben werden. Natürlich, wie Morgan ihm sagt, hat er nicht darauf geachtet, dass die tatsächlich Schuldigen zur Rechenschaft gezogen wurden...
3. Das Supermodel, 16. Juni 2004: Morgans neuester Klient ist das Model Nicki Schillenberg, das seine Seele verkauft hat, um Gewicht zu verlieren. Nickis arrogantes, eitles, selbstsüchtiges und unhöfliches Verhalten deutet jedoch darauf hin, dass es nicht der Körper war, der hässlich war.
4. Die Eiskunstläuferin, 23. Juni 2004
5. Der Fotograf, 30. Juni 2004: Morgans neuer Klient ist Stuart Sanderson, ein Fotograf beim Vancouver Star, der seine Seele verkauft hat, um außergewöhnliche Fotos von Verbrechen zu machen.
6. Der Versicherungsmathematiker, 7. Juli 2004: Morgans neuester Klient ist der Statistiker Barrett Gimbal, der seine vom Teufel gegebenen Kräfte genutzt hat, um der Mafia Konkurrenz aus dem Weg zu räumen.
7. Der Robotikexperte, 14. Juli 2004
8. Das Medium, 21. Juli 2004
9. Der alte Mann, 28. Juli 2004
10. Die Kinderbuchautorin, 4. August 2004
11. Der Yogi, 11. August 2004: Morgans Klient ist ein muslimischer Yogi, der seine Seele verkauft hat, um Erleuchtung zu erlangen und sie an andere weiterzugeben. Morgan muss den Mann zunächst davon überzeugen, dass der Teufel und sein Deal real sind, und dann herausfinden, wohin das ganze Unglück gegangen ist.
12. Der Miniaturmaler, 18. August 2004
13. Ein weiterer Sammler, 25. August 2004: Morgan arbeitet zusammen mit einem Sammler aus Montreal, um seinen neuesten Klienten zu verfolgen; ein Chirurg, der seine Seele für die Fähigkeiten eines psychischen Heilers getauscht hat.

### Staffel 2 (2005)
1. Der Cowboy, 9. Januar 2005
2. Der UFOloge, 16. Januar 2005: Morgans neuester Klient ist ein UFO-Fanatiker, der seine Seele für den Beweis für die Existenz von Außerirdischen verkauft hat.
3. Der Träumer, 23. Januar 2005
4. Der Apotheker, 30. Januar 2005
5. Der Tätowierer, 6. Februar 2005
6. Der Komiker, 13. Februar 2005: Ein Komiker hat seine Seele verkauft, um der erfolgreichste Comedian der Welt zu werden. Aber der Witz ist auf ihn, wenn seine achtundvierzig Stunden fast abgelaufen sind.
7. Die Wahlkampfleiterin, 20. Februar 2005: Morgans nächster Klient ist die Wahlkampfleiterin eines aufstrebenden Politikers, die seine Pläne, den Armen zu helfen, aus eigennützigen Gründen vereiteln will.
8. Die Mutter, 27. Februar 2005
9. Der Reiseführer, 6. März 2005
10. Der Superheld, 13. März 2005: Vor zehn Jahren hat ein Mann seine Seele für Superkräfte verkauft, nur um große Tragödien mit großen Kräften zu erleben. Nun sind seine achtundvierzig Stunden fast abgelaufen, und Morgan muss ihm helfen.
11. Der Ripper, 20. März 2005: In einer Rückblenden-Episode erfährt Morgan, dass sein nächster Klient niemand anders als Jack the Ripper ist. Aber Morgan könnte überrascht sein, wenn er die Identität des berüchtigten Mörders herausfindet...
12. Der Historiker, 27. März 2005
13. Anfänge, 3. April 2005: Diese Episode spielt direkt nach 1348 n. Chr. Morgan kommt mit seiner Rolle als erster Sammler und seinem allerersten Klienten zurecht; ein Witwer, der seine Seele für eine gute Zeit verkauft hat. Wir sehen auch, wie Morgan von Erinnerungen an ihn und Katrina gequält wird und wie der Teufel beinahe Morgans Menschlichkeit vollständig auslöscht.
14. 1348 n. Chr., 1. September 2005 (Staffel-1-Episode, die gemäß TV.com nicht in der Originalausstrahlung gezeigt wurde)

### Staffel 3 (2006)
1. Der Jockey, 10. Januar 2006
2. Der Koch, 17. Januar 2006
3. Der Kundendienstmitarbeiter, 24. Januar 2006
4. Der Vampir, 31. Januar 2006
5. Der Video-Jockey, 7. Februar 2006
6. Der Junkie, 21. Februar 2006: Mayas Bruder kommt herunter, um mit Maya und Morgan zu gehen, um zu sehen, wie Maya ihren Einmonatschip erhält. Sie treffen auch Mayas Sponsor, der sich als Morgans nächster Klient herausstellt. Wird Maya endlich Morgans Geheimnis entdecken?
7. Der Uhrmacher, 28. Februar 2006
8. Die Person mit AIDS, 7. März 2006
9. Der Medienbaron, 14. März 2006
10. Der Spion, 21. März 2006: Morgan erhält die Erlaubnis, seinen nächsten Klienten in Osteuropa zu verfolgen; eine Spionin, die ihre Seele verkauft hat, um ihre Mission zu erfüllen. Dabei verstrickt sich Morgan in Spionage.
11. Der Alchemist, 28. März 2006
12. Der Exorzist, 4. April 2006

## Veröffentlichungen
Morningstar Entertainment hat die ersten beiden Staffeln auf DVD in Kanada veröffentlicht. Knightscove besitzt nun die Rechte. Viele der veröffentlichten DVD-Sets sowohl von Staffel 1 als auch von Staffel 2 sind fehlerhaft. Nach intensiver Suche durch mehrere fehlerhafte Exemplare konnten die Mitarbeiter von Knightscove einige gute Exemplare finden, um die defekten zu ersetzen.
| DVD-Titel              | Folgen | Veröffentlichungsdatum | Veröffentlichungsdatum | Veröffentlichungsdatum |
| DVD-Titel              | Folgen | Region 1               | Region 2               | Region 4               |
| ---------------------- | ------ | ---------------------- | ---------------------- | ---------------------- |
| The Complete Season 1  | 14     | November 4, 2008       | ---                    | ---                    |
| Complete Second Season | 13     | May 26, 2009           | ---                    | ---                    |